# دوري غانا لكرة القدم
تم لعب أول لعبة كرة قدم في استاد كيب كوست في عام 1903 ، لم يعرف طلاب مدرسة الأولاد الحكومية في كيب كوست - الذين كانوا ينظمون اللعبة - تأثير اللعبة على أندية كرة القدم المستقبلية والأمة في 100 سنة القادمة وما فوق. في القرن الماضي ، بعد تشكيل إكسلسيور، وصلت كرة القدم الغانية إلى مستويات غير مسبوقة حيث حققت كل من الأندية والمنتخبات الوطنية العديد من الألقاب.